# Гершкович, Даниэль
Даниэль Гершкович (ивр. דניאל הרשקוביץ‎; также Гершковиц; 2 января 1953 года, Хайфа, Израиль) — израильский математик, раввин и политик. Министр науки и технологии в тридцать втором правительстве Израиля (2009 год-2012 год). Бывший лидер партии «Еврейский дом».

## Биография
Родился 2 января 1953 года в городе Хайфа, Израиль. Родители Гершковича пережили Холокост. Получил высшее образование в Технионе. В 1973 году получил степень бакалавра в области математики, затем, продолжив обучение, в 1976 году получил степень магистра. Защитил докторскую диссертацию в 1982 году. Тема диссертации — «Устойчивые матрицы и матрицы с неотрицательными главными минорами» (англ. Stable Matrices and Matrices with Nonnegative Principal Minors), научный руководитель — Ави Берман.
Более пяти лет проходил службу в Армии обороны Израиля, в частях военной разведки, вышел в отставку в звании майора. С 1985 года в течение пяти лет являлся главой математического факультета Техниона.
Обучался в иешиве Мерказ ха-Рав.
9 декабря 2009 года Общественная комиссия партии «Еврейский дом» избрала Гершковича её лидером. В феврале 2009 года был избран в кнессет от этой партии, в правительстве Биньямина Нетаньяху получил пост министра науки и технологии.
Гершкович женат (жена — Шимона), имеет пятерых детей и восьмерых внуков (2012). Владеет ивритом, английским и венгерским языками.
Автор более чем восьмидесяти научных публикаций. Кроме научной деятельности, является раввином квартала Хайфы «Ахуза». Публиковал статьи на научную и религиозную тематику. В качестве раввина участвовал в проведении около шестисот свадеб.
В мае 2013 года Гершкович стал президентом Университета Бар-Илан.